# Vrbanovec
Vrbanovec falu Horvátországban, Varasd megyében. Közigazgatásilag Martijanec község része.

## Fekvése
Varasdtól 15 km-re délkeletre, községközpontjától 1 km-re nyugatra a Varasd-Ludbreg főút mellett fekszik.

## Története
1857-ben 427, 1910-ben 687 volt a lakosai száma. 1920-ig Varasd vármegye Ludbregi járásához tartozott. 2001-ben 206 háza és 725 lakosa volt.

## Nevezetességei
- "Medvedov breg" vaskori régészeti lelőhely.
- A Vrbanovec - tumul régészeti lelőhely a település központi részén, utak kereszteződésében található a Varasd - Ludbreg úttól mintegy 500 méterre északra. A halomsír átmérője körülbelül 5 méter, a magassága pedig körülbelül 1,5 méter. Korát az i. e. 800-tól az i. e. 450 közötti időszakra teszik. Korábban nagyobb volt, de az út építése során minden oldalról megrongálódott, különösen a nyugati oldalon, ahol az eredeti hosszának majdnem harmada hiányzik. A tumulus tetején ma egy feszület van, fákkal körülvéve. A lelőhely a horvát kulturális örökség része. Örökségvédelmi jegyzékszáma: Z-6048.[2]